# Муртазаев, Садых Наби оглы
Садых Наби оглы Муртазаев — советский хозяйственный, государственный и политический деятель.

## Биография
Родился в 1927 году в Илису. Член КПСС.
С 1953 года — на хозяйственной, общественной и политической работе. В 1953—1992 гг. — организатор сельхозпроизводства в Азербайджанской ССР, второй секретарь Загатальского райкома КП Азербайджана, первый секретарь Загатальского райкома КП Азербайджана, заведующий отделом идеологии ЦК Компартии Азербайджана, первый секретарь Апшеронского райкома КП Азербайджана, Шекинского райкома КП Азербайджана, первый секретарь Агдамского райкома КП Азербайджана.
Избирался депутатом Верховного Совета СССР 6-го созыва. Делегат XXII и XXIII съезда КПСС.
Жил в Азербайджане.